# Klaus Selmke

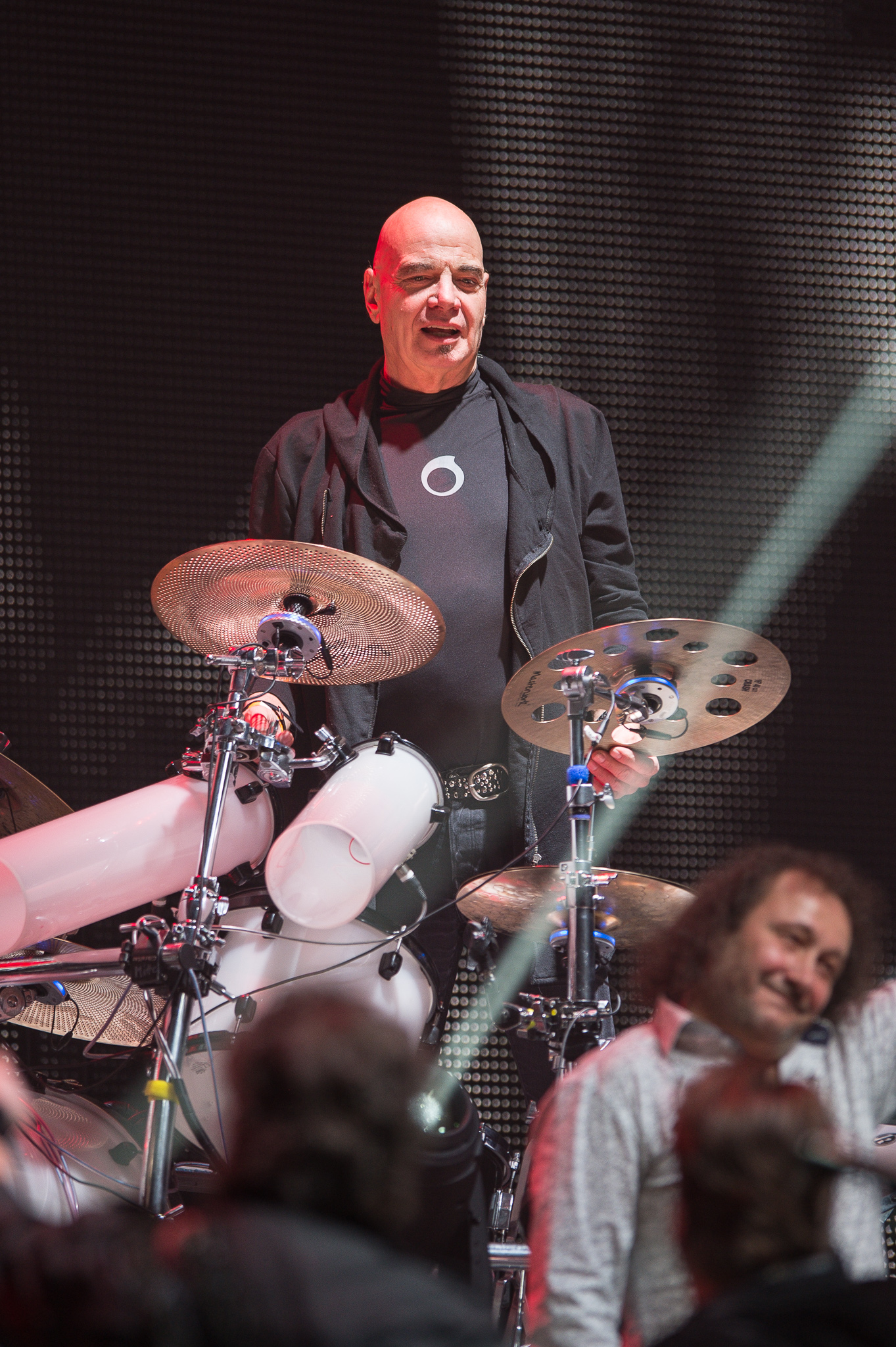
Klaus Selmke (Rock-Legenden-Konzert in Nürnberg 2016)

Klaus Selmke (* 21. April 1950 in Berlin; † 22. Mai 2020 ebenda) war ein deutscher Musiker und Schlagzeuger.

## Leben und Wirken
Klaus Selmke wuchs in Ost-Berlin auf und erlernte nach dem Schulbesuch den Beruf des Elektromechanikers im Kabelwerk Adlershof. Sein Abitur holte er an der Abendschule nach. Nach dem Ende der Ausbildung war Selmke als Kameraassistent beim DDR-Fernsehen im Studio Adlershof tätig. Im Sommer 1970 beendete er die Tätigkeit und begann eine Musikerausbildung in der Musikschule Friedrichshain. Nebenbei arbeitete er bis 1972 als Musikredakteur beim Rundfunk.
Im Dezember 1967 erwarb Selmke sein erstes Schlagzeug. Seine Anfänge als Schlagzeuger machte er in der Schulband BANG CLUB, mit der er ab 1969 erste Auftritte vor Publikum absolvierte. Ab 1970 war er Mitglied der Band Team 66 und verdiente dort sein erstes Geld als Musiker. Die Band löste sich im August 1971 auf. Im September 1971 fragte ihn Fritz Puppel, der manchmal als Gitarrist bei Team 66 spielte, nach seinem Interesse an der Gründung einer eigenen Band.
Anfang des Jahres 1972 gründete er zusammen mit Fritz Puppel im Stadtteil Prenzlauer Berg die Gruppe City, die anfangs noch City Rock Band bzw. City Band Berlin hieß. Am 4. Februar 1972 hatte die Band im ABC-Klubhaus in Berlin-Köpenick ihren ersten Auftritt, zu der damals auch noch Frank Pfeiffer, Ingo Döring und Andreas Pieper gehörten. Selmke saß bei zahlreichen Auftritten meist barfuß und auf dem Boden sitzend am Schlagzeug. Sein Spitzname innerhalb der Band war Der General. Zu einer Art von Running Gag entwickelte sich im Laufe der Jahre, dass Toni Krahl, Frontmann der Band, bei Konzerten häufig behauptete „Klaus hat Geburtstag“, was nicht immer zutreffend war. City durfte als eine der wenigen DDR-Bands auch in der BRD auftreten. Im Jahr 1989 verließ Selmke aus persönlichen Gründen die Gruppe und machte sich 1990 mit einer Werbeagentur selbständig, die später seine Frau weiterführte. Nach dreijähriger Auszeit kehrte er 1992 nach einem Konzertauftritt mit City bei The Inchtabokatables im Tränenpalast wieder zur Band zurück.
Selmke mochte auch Jazz, spielte manchmal in der Klaus-Lenz-Big-Band und gründete unter anderem in den 1980er Jahren mit Steve Binetti und Conny Bauer ein Jazz-Trio, das bis 1992 bestand.
Klaus Selmke war verheiratet und zweifacher Vater. In seiner Freizeit ging er gerne joggen und nahm auch am Berlin-Marathon teil.
Klaus Selmke starb am 22. Mai 2020 kurz nach seinem 70. Geburtstag in der Berliner Charité an den Folgen einer langjährigen Krebserkrankung (Klatskintumor). Seine Urne wurde am 20. Juni 2020 in einem Friedwald in der Nähe des Summter Sees (Brandenburg) beigesetzt.